# Fay Kanin
Fay Kanin, nata Mitchell (New York, 9 maggio 1917 – Santa Monica, 27 marzo 2013), è stata una sceneggiatrice, drammaturga, produttrice cinematografica e produttrice televisiva statunitense.

## Biografia
Moglie dello sceneggiatore premio Oscar Michael Kanin, sposato nel 1940, fu autrice di molte sceneggiature sia da sola che in coppia col marito, sia per il cinema che per la TV. I due furono nominati per il premio Oscar alla migliore sceneggiatura originale 1959 per 10 in amore. Vinse due premi Emmy nel 1974 per Tell Me Where it Hurts ed un premio Emmy nel 1979 come produttrice del film TV Fuoco di sbarramento.
Fu anche prolifica autrice teatrale: tra gli altri, adattò per Broadway Rashomon, tratto, come l'omonimo film di Akira Kurosawa, da racconti di Ryūnosuke Akutagawa, e fu autrice di Grind, che le valse una nomination ai premi Tony.
Fu presidentessa dell'Academy of Motion Picture Arts and Sciences tra il 1979 ed il 1983, seconda donna a ricoprire il ruolo dopo Bette Davis